# Josip Prša
Josip Prša (Oborovo Bistransko, 2. ožujka 1922. — Kalnik, rujan 1943.) bio je sudionik Narodnooslobodilačke borbe i narodni heroj Jugoslavije.

## Biografija
Rođen je 2 ožujka 1922. godine u Oborovu Bistranskom, u siromašnoj obitelji Stjepana Prše i Marije r. Šoštarić. Do 1941. godine bavio se poljodjelstvom. Dok je još bio dijete, roditelji su mu se doselili u selo Gredu kod Siska. Imao je mnogo braće i sestara, te je od rane mladosti morao raditi kao seoski nadničar.
Član Saveza komunističke omladine Jugoslavije postao je 1939. godine. Uskoro je postao tajnik skojevske skupine u svome selu, a postao je i članom Općinskog komiteta SKOJ-a u Selima. Sudjelovao je i u radu Okružne konferencije SKOJ-a u blizini Siska 1940. godine. Iste godine postao je član Komunističke partije Jugoslavije.
Nakon početka rata, narodnooslobodilačkom pokretu priključio se u kolovozu 1941. godine. U prvim danima borbe, njegovom zaslugom u partizane je otišlo preko 150 boraca iz sela Grede. Nakon formiranja Banijske proleterske čete, ušao je u njen sastav. Kada je četa rasformirana, bio je postavljen za političkog komesara Prvog bataljuna Kalničkog partizanskog odreda. Kada je taj bataljun prešao u sastav Šesnaeste omladinske brigade „Joža Vlahović“, Prša je bio postavljen za zamjenika komesara te brigade. Godine 1943., bio je upućen, na poziv Okružnog komiteta KPH Varaždin, na mjesto tajnika Kotarskog komiteta KPH za Novi Marof.
Poginuo je početkom rujna 1943. godine u selu Kalniku, u borbi protiv ustaša. Za vrijeme rata su mu poginula trojica braće, a otac mu je bio ubijen u logoru Jasenovcu.
Ukazom predsjednika Federativne Narodne Republike Jugoslavije Josipa Broza Tita, 27. srpnja 1953. godine, proglašen je narodnim herojem.